# 程寿珍

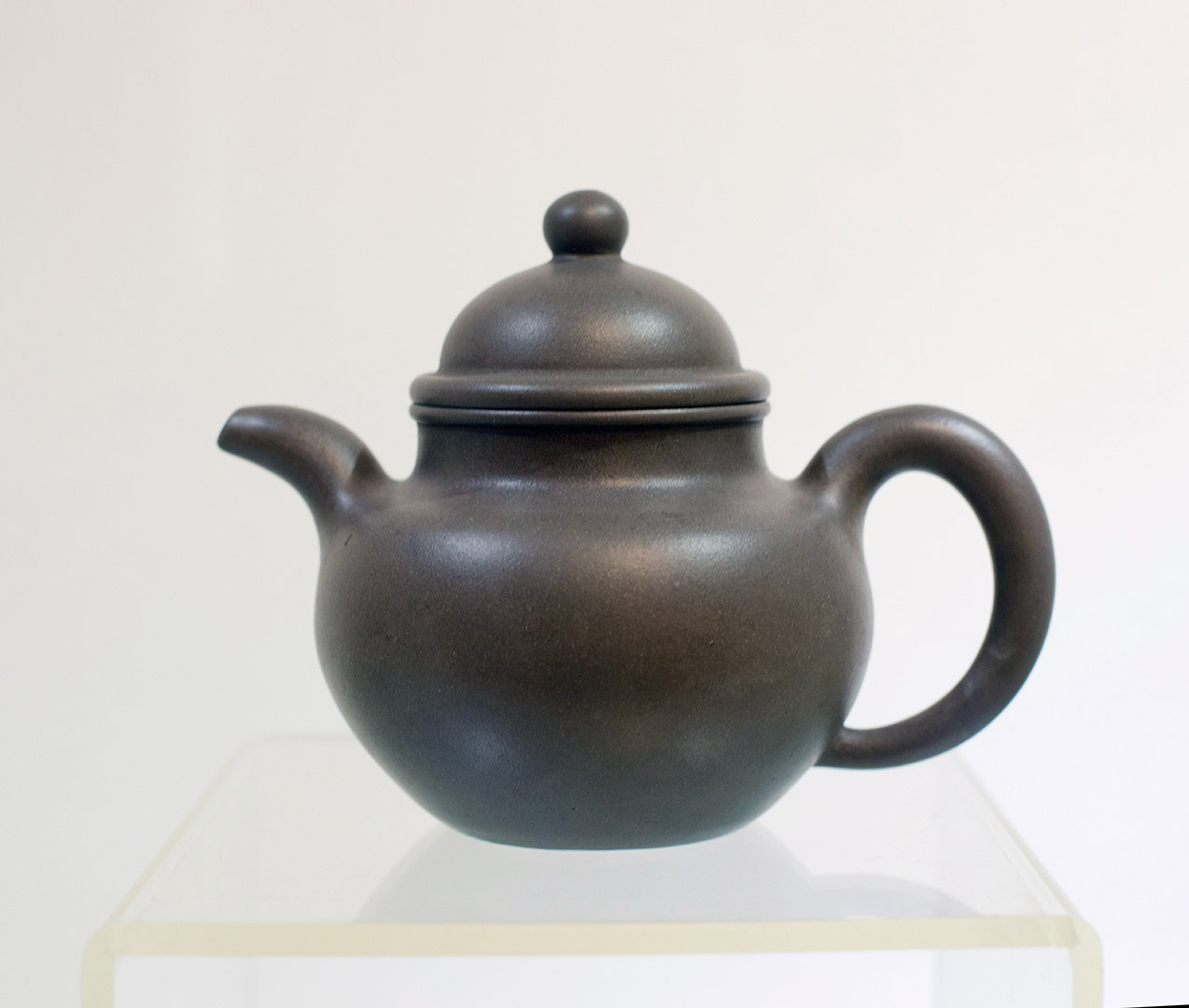
程寿珍制掇球壶，中国紫砂博物馆藏

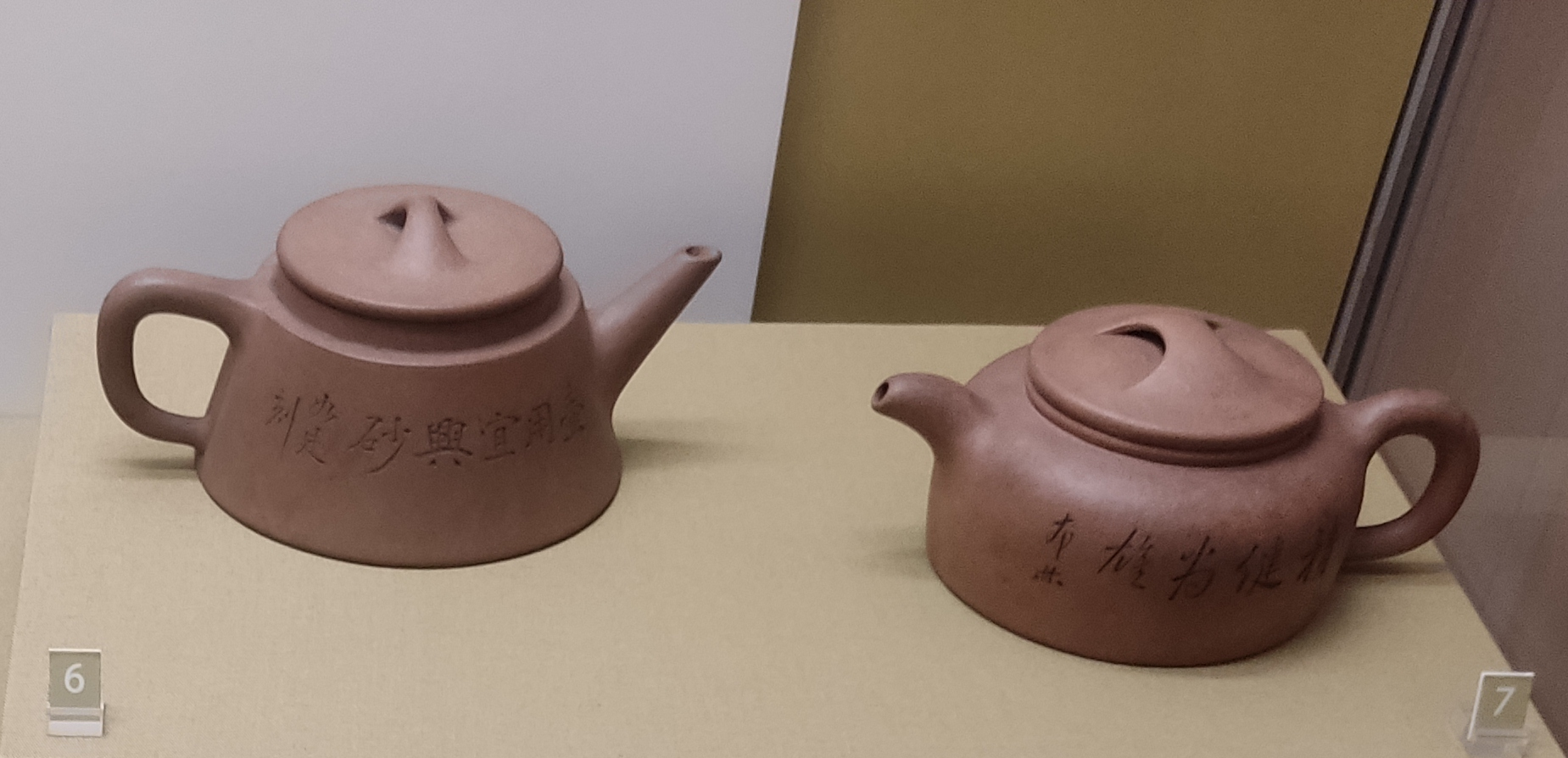
程寿珍制山水裙脚圆壶（左）、其子程盘根制牛盖圆壶（右），香港茶具文物馆藏

程寿珍（1865年—1939年），又名寿贞，号冰心道人，江苏宜兴人，清末民初紫砂壶名家。

## 生平
程寿珍是宜兴川埠乡上岸村（上袁村）人，师承其养父、晚清紫砂八大家之一的邵友廷。他擅长制作掇球壶、仿鼓壶、汉扁壶、石瓢壶等，尤以其掇球壶而闻名。其所制掇球壶获得过1910年南洋劝业会奏奖、1915年巴拿马万国博览会金奖、1933年芝加哥世界博览会优奖。1932年宜兴紫砂陶器同业公会在筹备芝加哥世博会期间，将他列为向社会推荐的“三位名技”之一（另两位为范大生、汪宝根）。他曾任职于赵松亭艺古斋、阳羡紫砂陶业公司、利用（利永）陶器公司、江苏省立宜兴职业学校等。1939年逝世，终年74岁。
程寿珍之子程盘根亦善制壶，为民国“三根”（另两位为吴云根、顾德根）之一。